# Zopatnitzenbach
Der Zopatnitzenbach, auch Zopanitzenbach, ist ein Bach im Gemeindegebiet von Prägraten am Großvenediger (Bezirk Lienz). Der Zopatnitzenbach entspringt als Abfluss des Berger Sees und mündet bei Gritzach in die Isel.

## Etymologie
Der Name ist eine Eindeutschung von slawisch sopotъnica (‚Gegend beim Wasserfall‘).

## Verlauf
Der Zopatnitzenbach entspringt als Abfluss des Berger Sees direkt neben der Berger-See-Hütte. Er fließt in der Folge durch Wiesen und die Flur Zopatnitzen und fließt in der Folge im Mittel- und Unterlauf durch bewaldetes Terrain. Im Unterlauf stürzt der Zopatnitzenbach über einen Wasserfall und tritt danach in das Virgental ein. Im Anschluss fließt der Zopatnitzenbach durch die wenigen Häuser von Gritzach und mündet danach rechtsseitig in die Isel. Östlich des Baches verläuft ein Wanderweg, der von Prägraten zur Berger-See-Hütte und weiter nach Süden führt.